# Галех-дохтар
28°55′16″ пн. ш. 52°31′48″ сх. д. / 28.920997° пн. ш. 52.530136° сх. д.

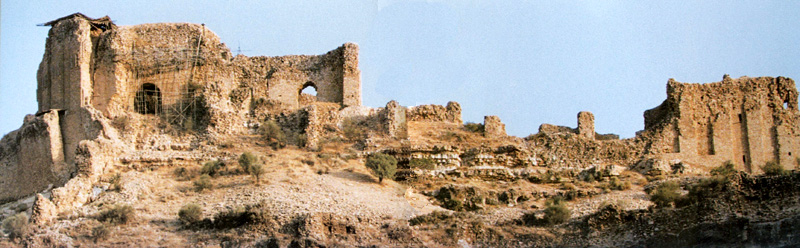
Руїни Галех-дохтара

Галех-дохтар або Галаї-духтар (перс. قلعه دختر ‎ «Дівочий замок») — руїни Ардашир-Хварраха, столиці першого сасанідського царя Ардашира, на пагорбі поряд із містом Фірузабадом у провінції Фарс, Іран.
Зведено за наказом Ардашира в розпал його протистояння з парфянами, близько 209, неподалік міста Дарія, де його дід служив жерцем у храмі богині Анахіти. У назві фортеці збереглося посилання до цієї «божественної діви». Через 15 років поруч із фортецею побудований легший палац Ардашира, позбавлений оборонної функції.
Верхня частина царської резиденції (приблизно 4 метри заввишки) зі склепінням (імовірно арочної конструкції) втрачено. Вхід до головної зали — через кутову вежу прямокутних контурів. Пам'ятник перебуває в аварійному стані та загрожує обвалом.